# ヤング・ベー
ヤング・ベー（Yung Bae、1994年-）は、アメリカ合衆国出身のミュージシャン。1980年代の日本のシティポップをサンプリングしたアルバム”Bae”で知られている  。本名は、ダラス・コットン（Dallas Cotton）。

## 経歴
1994年、本名をダラス・コットン（Dallas Cotton）として、オレゴン州ポートランドに生まれる 。その後、ステージ名をヤング・ベー （Yung Bae）として、ポートランドを拠点に音楽プロデューサーとして活躍していた  。彼はオレゴン州立大学に入学し4か月在籍していたが、音楽に専念するため大学を中退する。 彼は最初のフルアルバムに、「Bae」と名付けている  。その後、拠点をロサンゼルスへ移して仕事を始める 。 
ヤング・ベーはフューチャーファンクおよびヴェイパーウェイヴのジャンルで作曲しており、Bandcampなどを通じてオンラインで曲をリリースしている。彼は Bandcampで合計8つのシングルをリリースしており、これらシングルはSpotifyで数百万の再生回数を記録した  。初期にリリースしたアルバムには、この時に作られたアルバムシリーズ「ジャパニーズディスコエディット 」に収録されている3曲が含まれている。  
2016年には「Skyscraper Anonymous」、 「BAE 2」、「BA3」 、および「Bae：Side B」をリリースする 。2018年には「B4E」をリリースし  、その際にはFlamingosis、Brasstracks、およびメソッド・マンなどアーティストとコラボレーションした  。2019年には、アルバム「 Bae 5 」に含まれていたシングル曲「Must Be Love」 と「Bad Boy」 をメジャーリリースする。「Bad Boy」は、メジャーレーベルのアリスタ・レコード契約後に初リリースしたシングルだった。   
同年にはBillboard Dance Ones to Watchリストに選ばれる   。さらに、Bae 5を宣伝するため21日間の北米ツアーを敢行する。  また、シンガポールにあるシンガポール国立博物館などでアジアツアー や、 コーチェラ・フェスティバルなどの国際音楽フェスティバルにも出演している   。 

## ディスコグラフィー
| 年     | アルバム             | ノート |
| ------ | -------------------- | ------ |
| 2014年 | Bae                  | [ 10 ] |
| 2016年 | BAE 2                | [ 10 ] |
| 2016年 | BA3                  | [ 10 ] |
| 2016年 | Skyscraper Anonymous | [ 10 ] |
| 2016年 | Bae: Side B          | [ 10 ] |
| 2017年 | B4E                  | [ 10 ] |
| 2019年 | Bae 5                | [ 10 ] |